# NGC 6852
NGC 6852 is een planetaire nevel in het sterrenbeeld Arend. Het hemelobject werd op 20 juni 1863 ontdekt door de Duitse astronoom Albert Marth.

## Opzoekmethode
De planetaire nevel NGC 6852 is vrij gemakkelijk op te sporen daar dit object zich schijnbaar in de buurt bevindt van een gelijkbenige driehoek gevormd door de sterren HD 189188, HD 189322, en HD 189511. De schijnbare diameter van deze driehoek is ongeveer een halve graad en bevindt zich op twee graden ten oostnoordoosten van de relatief heldere ster η Aquilae (55 Aquilae). Het object NGC 6852 is net ten oosten van de ster HD 189511 te vinden. Deze ster vormt de oostelijke hoek van het eenvoudige asterisme de Driehoek nabij NGC 6852.

## Synoniemen
- PK 42-14.1